# Michaël Buffat
Pour les articles homonymes, voir Françoise Buffat.
Michaël Buffat, né le 27 septembre 1979 à Yverdon-les-Bains (originaire de Vuarrens), est une personnalité politique suisse, membre de l'Union démocratique du centre (UDC). 
Il est député du canton de Vaud au Conseil national depuis 2015.

## Biographie
Michaël Buffat naît à Yverdon le 27 septembre 1979. Il est originaire de Vuarrens, dans le district du Gros-de-Vaud. Son père est agriculteur et sa mère institutrice. Il a un frère, qui reprend plus tard le domaine agricole familial.
Il fait un apprentissage d'employé de commerce dans le domaine bancaire et obtient un certificat fédéral de capacité, puis un diplôme d'expert en économie bancaire. Il dirige depuis 2006 l'agence de la Banque cantonale vaudoise à Prilly,,,.
Il est marié et a le grade de fourrier à l'armée.
Il habite à Vuarrens.

## Parcours politique
Il commence sa carrière politique au niveau communal avec son élection au Conseil général (législatif) de Vuarrens en 1998, où il siège jusqu'en 2005.
Il cofonde la section jeune de l'UDC vaudoise en 2002, avec Kevin Grangier.
En 2007, il est élu au Conseil communal (législatif) à Crissier, où il siège pour une législature de cinq ans. La même année, il est député au Grand Conseil vaudois, où il siège jusqu'à son élection au Conseil national en 2015. Au sein du législatif vaudois, il a été chef du groupe UDC et président de la Commission des finances,,.
À l'été 2015, il est impliqué dans la dite « affaire Despot ».
Il est élu au Conseil national en 2015, et réélu en  2019 et  2023 (il est également candidat au Conseil des États lors de ces trois élections, sur un ticket commun avec le libéral-radical Pascal Broulis lors de la dernière). Il siège à la Commission des institutions politiques (CIP) jusqu'en mai 2023, puis à la Commission de l'économie et des redevances (CER). Il est aussi membre suppléant de la Commission de rédaction.
En octobre 2021, il est désigné candidat à l'élection au Conseil d'État du canton de Vaud par son parti, par acclamation (seul candidat). Il échoue à se faire élire lors du second tour le 10 avril 2022.

### Positionnement politique
Le journal Le Temps le dit proche de l'aile blochérienne de l'UDC,. Il est le parlementaire romand le plus à droite sur l'échiquier politique selon les classements établis en 2017, 2018 et 2020 par l'institut Sotomo,,,.
Il est membre de l'Action pour une Suisse indépendante et neutre et se déclare contre l'adhésion de la Suisse à l'Union européenne.

## Vie privée
En juillet 2015, lors de la campagne pour élections fédérales, il fait l'objet d'une plainte pénale de son ex-conjointe pour violences envers elle.
En octobre 2023, il est mis en cause une seconde fois pour violences conjugales,.